# 謝里登鎮區 (密蘇里州賈斯珀縣)
謝里登鎮區（英語：Sheridan Township）是位於美國密蘇里州賈斯珀縣的一個行政鎮區。

## 地方資料
謝里登鎮區的面積為104.37平方千米，當中陸地面積為104.15平方千米，而水域面積為0.22平方千米。根據2020年美國人口普查的數據，當地共有人口620人，而人口密度為每平方千米5.94人。